# Fregat
 For alternative betydninger, se Fregat (flertydig). (Se også artikler, som begynder med Fregat)
En fregat (italiensk: fregata) var i ældre tid et fuldrigget hurtigsejlende orlogsskib, især anvendt som forpost-, depeche- eller konvojfartøj.
De medførte fra 24 til 56 kanoner og havde kanoner i to lag – dvs. på to batteridæk (et åbent og et lukket). En korvet havde kun på ét dæk (åbent).
Mest kendt i Danmark er nok Fregatten Jylland.
I de moderne flåder bruges betegnelsen for orlogsskibe større end korvetter og mindre end destroyere. Typisk vil fregatter være 86-140 m lange, have tonnager på 1.300-3.000 tons og besætninger på 90-300 mand.

Moderne fregatter opdeles i hurtige fregatter (>30 knob), eskortefregatter (25-27 knob) til antiubåds-krigsførelse og patruljefregatter til fredstidspatruljetjeneste. Ofte er fregatter udrustet med en helikopter.